# Camarhynchus heliobates
Il fringuello delle mangrovie (Camarhynchus heliobates (Snodgrass & Heller, 1901)) è un uccello della famiglia Thraupidae, endemico delle isole Galapagos (Ecuador).

## Distribuzione
L'areale della specie è ristretto alle isole Galapagos ed in particolare alle isole Fernandina e Isabela.
Il suo habitat tipico sono le mangrovie.

## Conservazione
La popolazione stimata si aggira tra i 60 e i 140 esemplari il che fa ritenere la specie in pericolo critico di estinzione.